# 1965 في بلجيكا
فيما يلي قوائم الأحداث التي وقعت خلال عام 1965 في بلجيكا.

## رياضة
- 13 يونيو – جائزة بلجيكا الكبرى 1965 الفائز جيم كلارك.

## مواليد

### يناير
- 17 يناير – باتريك فيرفورت لاعب كرة قدم بلجيكي.

### مايو
- 7 مايو – باسكال بلوفي لاعب كرة قدم بلجيكي.

### يوليو
- 10 يوليو – داني بوفين لاعب كرة قدم بلجيكي.

### سبتمبر
- 4 سبتمبر – مارك ديغريس لاعب كرة قدم بلجيكي.
- 24 سبتمبر – كريستوف بياوكارن مصوّر سينمائي بلجيكي.

### أكتوبر
- 13 أكتوبر – يوهان موسيو درّاج طريق بلجيكي.

### ديسمبر
- 31 ديسمبر – برونو برويار متسابق دراجات بلجيكي.

## وفيات

### يناير
- 28 يناير – ماكسيم ويغان (مواليد 1867)

### أبريل
- 13 أبريل – فرناند بلوم (مواليد 1885) سياسي بلجيكي.

### أغسطس
- 21 أغسطس – أوديل ديفرايي (مواليد 1888) درّاج طريق بلجيكي.